# Jílové u Držkova
Jílové u Držkova (en allemand : Jilau) est une commune du district de Jablonec nad Nisou, dans la région de Liberec, en République tchèque. Sa population s'élevait à 221 habitants en 2021.

## Géographie
Jílové u Držkova se trouve à 10,5 km au sud-est de Jablonec nad Nisou, à 20 km au sud-est de Liberec et à 90 km au nord-est de Prague.

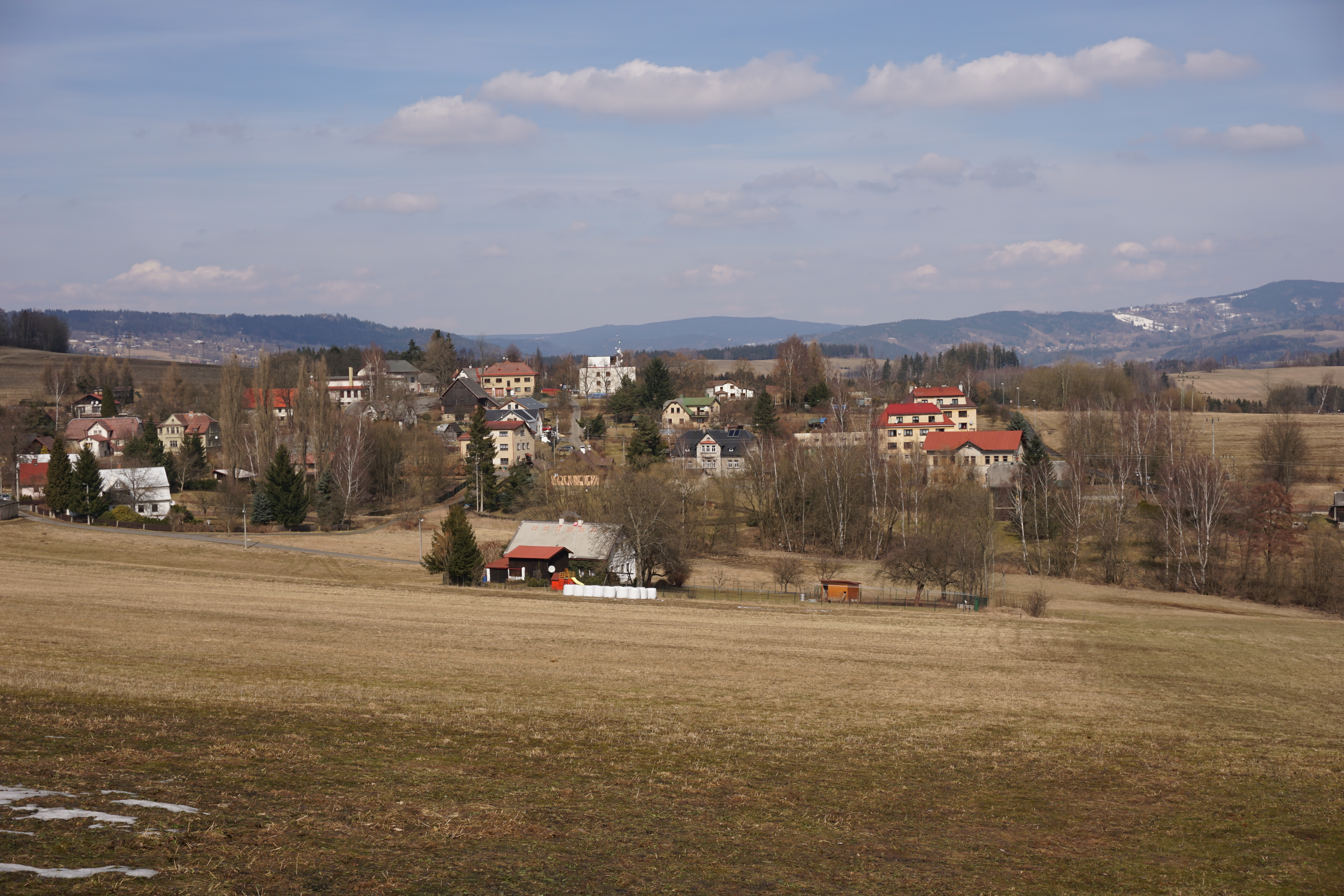
Jílové u Držkova.

La commune est limitée par Držkov au nord, par Vlastiboř à l'est, par Železný Brod au sud et au sud-ouest, et par Radčice à l'ouest.

## Histoire
La première mention écrite du village date de 1627.

## Transports
Par la route, Jílové u Držkova se trouve à 14,5 km de Jablonec nad Nisou, à 25,5 km de Liberec et à 111 km du centre de Prague.